# Eric Morley
Eric Douglas Morley, né le 26 septembre 1918 à Holborn, Londres, et mort le 9 novembre 2000, est un entrepreneur britannique. Il est le fondateur du concours de beauté Miss Monde. Après son décès, sa veuve Julia Morley reprend la présidence du comité.